# Pennisetum purpureum
Pennisetum purpureum är en gräsart som beskrevs av Heinrich Christian Friedrich Schumacher. Pennisetum purpureum ingår i släktet borstgräs, och familjen gräs. Inga underarter finns listade i Catalogue of Life.

## Bildgalleri

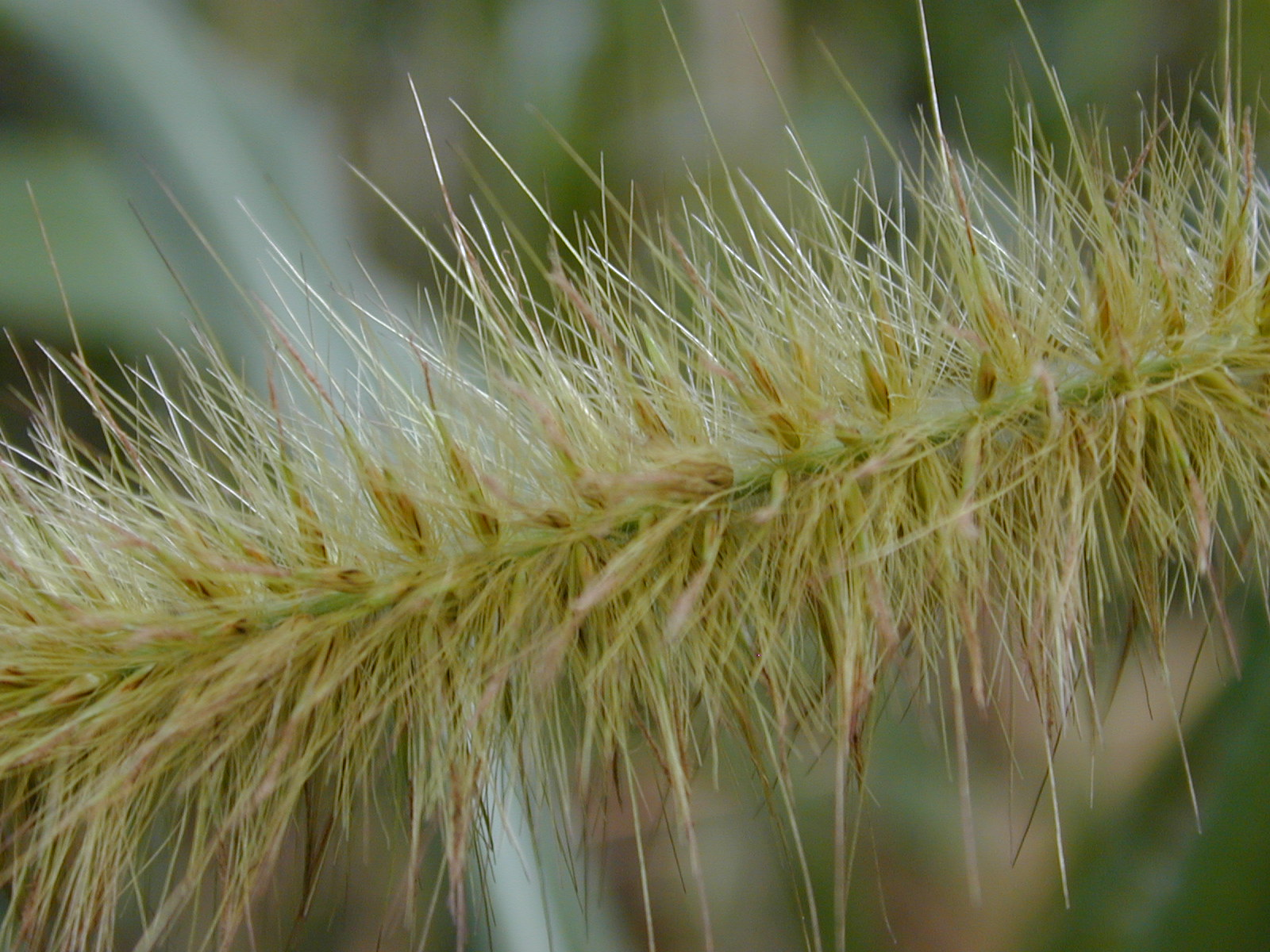
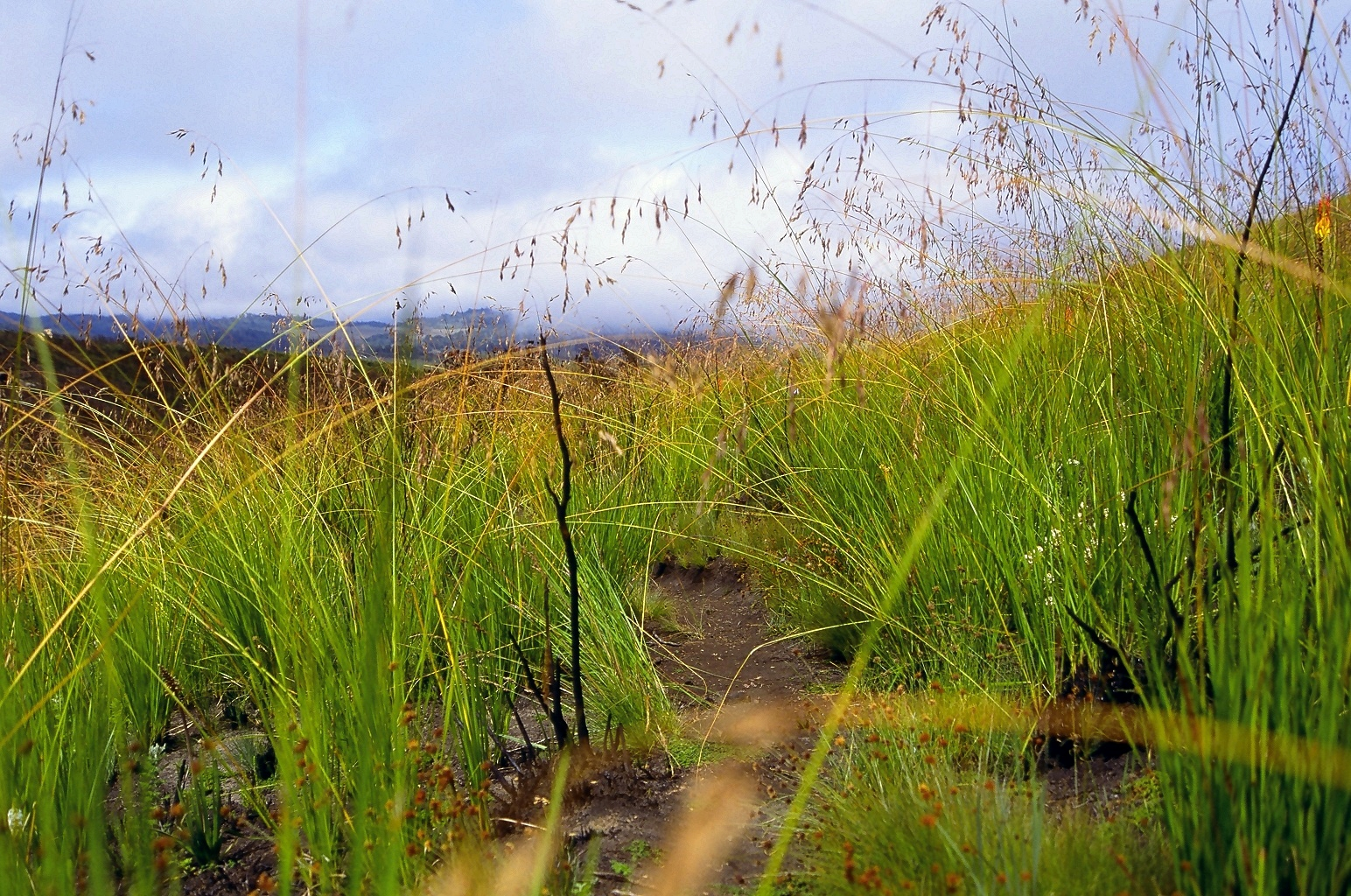
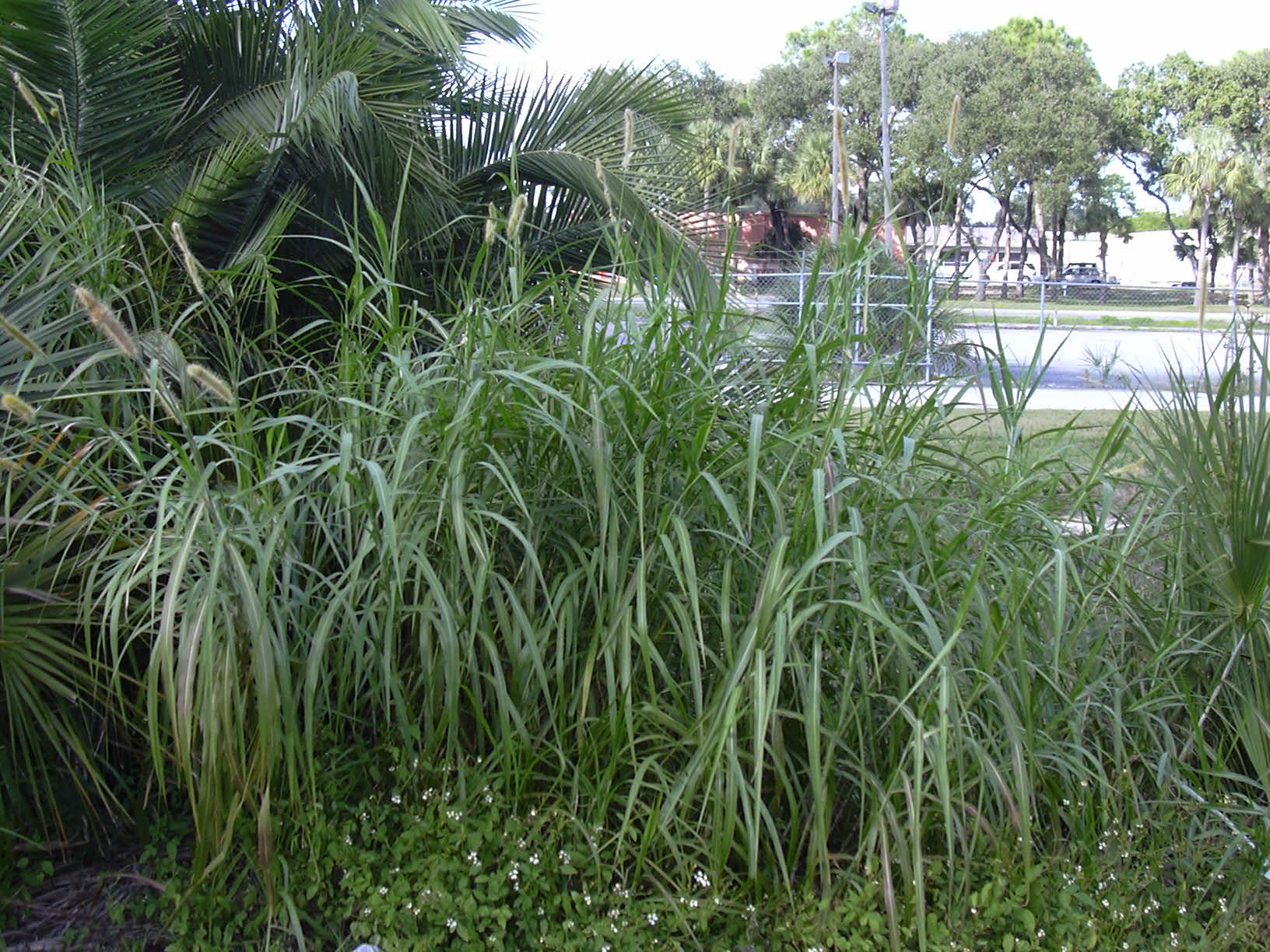
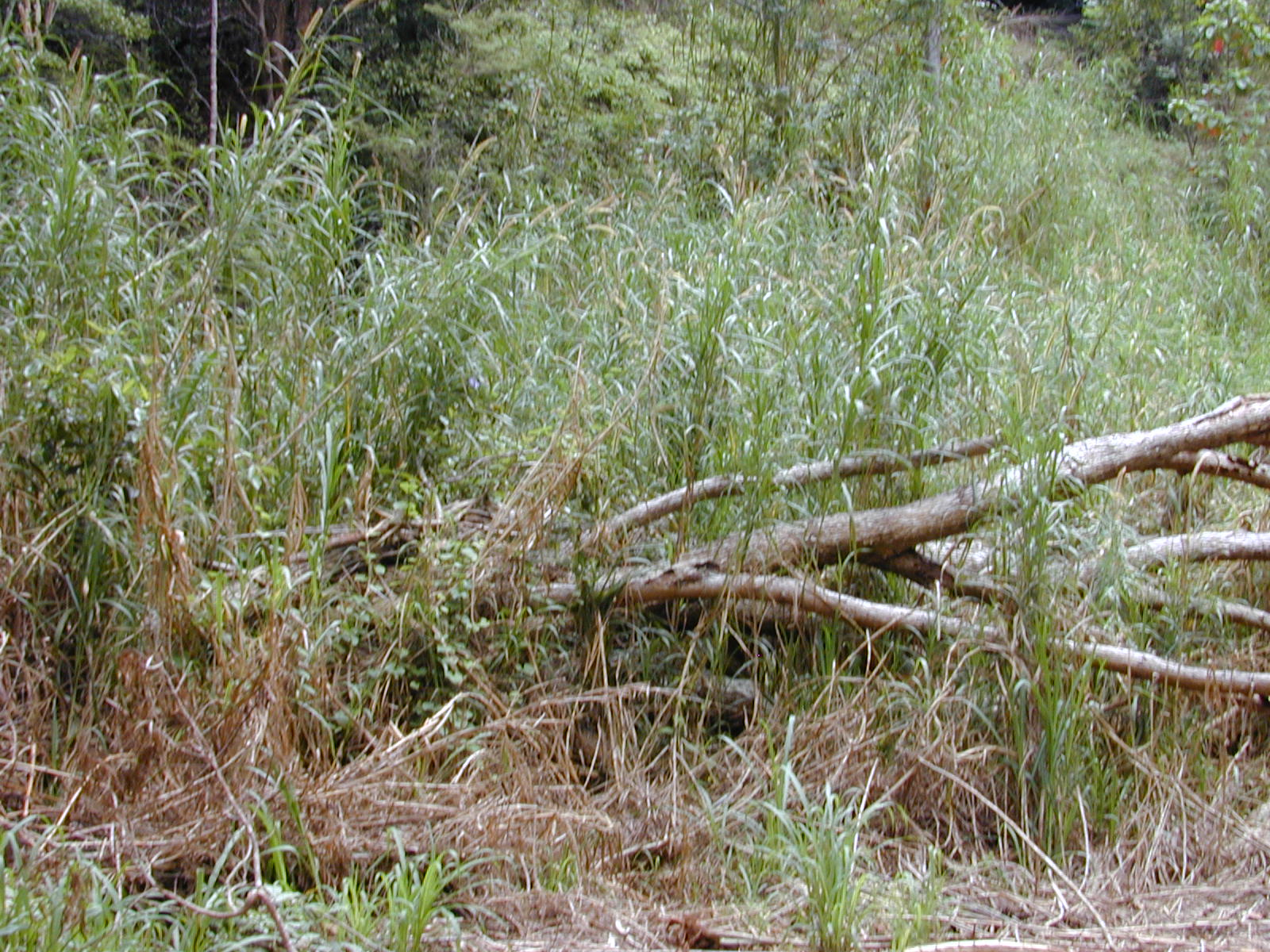